# Баракел
Баракел (*𐤁𐤓𐤊𐤀𐤋, д/н — бл. 650 до н. е.) — цар Аммону близько 675—650 років до н. е. Ім'я перекладається як «Благословив Ел».

## Життєпис
Син або онук царя Падуела. Посів трон після нетривалого панування Кабес-Габрі. Це сталося близько 675 року до н. е. Про діяльність баракела обмаль відомостей. Лише знайдено кулю з його печаткою та можливими відбитками пальців.
Продовжив політику Падуела останніх років, зберігаючи вірність Ассирії. Завдяки цьому правління його було доволі тривалим та мирним. Втім у 669 році до н.е. приєднався до антиассирійського повстання. Це було викликало втратою Ассирією Єгипту, де отаборилася Кушитська династія. Також разом з Аммоном повстали Моав, Едом та Юдея. 667 року до н.е. союзники зазнали поразки, тому Баракел знову підкорився ассирійському цареві Ашшурбаніпалу. 
655 року до н.е. не приєднався до чергового антиассирійського повстання. Помер близько 650 року до н. е. Спадкував трон син Аммінадаб I.